# Taveirosaurus
Taveirosaurus là một chi khủng long, được Telles Antunes & Sigogneau-Russell mô tả khoa học năm 1991.